# Маріо Енріко Дельпіні
Маріо Енріко Дельпіні (італ. Mario Enrico Delpini; нар. 29 липня 1951, Галларате, Італія) — італійський прелат. Титулярний єпископ Стефаньякума і допоміжний єпископ Мілана з 13 липня 2007 по 7 липня 2017. Архієпископ Мілану з 7 липня 2017.